# Лоу Массенберг
Лоу Массенберг (нім. Lou Massenberg, 13 листопада 2000) — німецький стрибун у воду.
Призер Чемпіонату світу з водних видів спорту 2019 року.
Чемпіон Європи з водних видів спорту 2018 року, призер 2020 року.